# Тюлень Стейнегера
Тюлень Стейнегера (лат. Phoca vitulina stejnegeri) или островной тюлень или антур — редкий подвид обыкновенного тюленя, распространенный ограниченно в водах северного Тихого океана — Курильские острова, Камчатка, Командорские острова. Видовое название дано в честь американского зоолога Леонарда Стейнегера (1851—1943). В 2000 г. у западного побережья острова Уруп было обнаружено 133 особи. В конце июня — начале июля по данным учётов 2003, 2005, 2007 и 2012 на южном побережье Урупa на участке от мыса Кузиноты до островов Утиных было учтено от 20 до 64 особей курильских тюленей.

## Видовая характеристика
Самцы достигают длины от 174 до 186 см и веса от 87 до 170 кг. Самки имеют длину от 160 до 169 см и могут весить от 60 до 142 кг. При рождении щенки имеют длину 98 см и весят 19 кг. Окраска встречается в светлом и темном варианте. Яркий подтип имеет темную спину и бледный живот с темными точками, которые сливаются друг с другом. Есть также бледные области вокруг глаз и морды. Темный подтип почти черный и имеет точки рядом с яркими кольцами. Питается рыбой и осьминогами.

## Ареальные популяции

### Курильский ареал
На Курильских островах лежбища островного тюленя антура (Phoca vitulina) по данным экспедиции 2006 года были обнаружены на острове Краб вблизи юго-западного побережья о. Уруп, а также на россыпях прибрежных камней у западного, восточного (ванны Сноу) и южного берегов острова Расшуа (в частности на расположенном в 2 км от него о. Карлик), а также на прибрежных камнях у Водопадного рейда близ о. Симушир. Небольшие лежбища имеются и на южнокурильских островах Кунашире и Итурупе.

### Хоккайдо
На Хоккайдо антур на протяжении XX века находился под угрозой исчезновения. В 1940-х годах популяция на мысе Эримо составляла 1500 особей. К 1986 году их количество сократилось до 350 животных. К 2004 году поголовье восстановилось в количестве 905 экземпляров. В середине XX века японские рыбаки и охотники безжалостно убивали тюленей, так что к 1960-х годах их на Хоккайдо осталось всего 3 000 особей. В настоящее время население Хоккайдо интенсивно сокращается, поэтому численность тюленя восстанавливается на большой площади ареала своего распространения; серьезную угрозу по-прежнему представляют рыболовные сети, в которых животные гибнут.

## Изучение и классификация
В 1883 году Леонард Хесс Стейнегер обнаружил на Командорских островах новый тип тюленя, который в 1902 году был описан Джоэлом Асафом Алленом как Phoca stejnegeri. В 1942 году японский учёный Тецуо Инукай описал популяции тюленей Курил и северного Хоккайдо и дал им видовое имя Phoca ochotensis kurilensis. В 1964 г. советский учёный А. Н. Белкин классифицировал тюленей с Курильского острова Итуруп как новый вид Phoca insularis. В 1966 году Ян Александр Макларен посчитал антура отдельным видом Phoca kurilensis. В 1968 году Сергей Владимирович Мараков изучил популяции тюленей Командорских и Курильских островов и пришёл к выводу что все три таксона идентичны stejnegeri, kurilensis и insularis. С 1977 года вид называется тюлень Стейнегера.

## Внешняя информация
- Красная книга России
- Страница на сайте рабочей группы изучающей морских млекопитающих Архивная копия от 23 декабря 2015 на Wayback Machine